# Cucullarion parkini
Cucullarion parkini är en snäckart som beskrevs av Stanisic 1998. Cucullarion parkini ingår i släktet Cucullarion och familjen Helicarionidae. Inga underarter finns listade i Catalogue of Life.